# Universitat Estatal de Nou Mèxic
La Universitat Estatal de Nou Mèxic (anglès: New Mexico State University) també coneguda per l'acrònim NMSU, és una universitat pública estatal el campus principal de la qual es troba en Las Cruces, Nou Mèxic, Estats Units.
Administra altres campus a les ciutats d'Alamogordo i Carlsbad, i el Col·legi universitari de Donya Ana (Dona Ana Community College). La universitat va ser fundada en 1888 com Las Cruces College, especialitzat en agricultura, i el 1889 es va convertir en New Mexico College of Agriculture and Mechanic Arts. Va canviar al seu nom actual el 1960. La universitat té 16.415 estudiants al seu campus principal, i un total de 27.150 estudiants en comptabilitzar els seus altres campus.